# Liste der Mitglieder des Verbands der Zoologischen Gärten
Die Liste der Mitglieder des Verbands der Zoologischen Gärten umfasst eine Reihe Zoologischer Gärten in Deutschland, Österreich und der Schweiz sowie in Spanien. Darüber hinaus gibt es assoziierte Mitglieder, etwa den Verband der Zootierärzte. Der Verband der Zoologischen Gärten wurde 1887 gegründet.

## Liste

### Deutschland

#### Baden-Württemberg
- Zoo Heidelberg
- Zoologischer Stadtgarten Karlsruhe
- Wilhelma

#### Bayern
- Tier-Freigelände des Nationalparks Bayerischer Wald
- Zoologischer Garten Augsburg
- Tierpark Hellabrunn
- Tiergarten Nürnberg
- Tiergarten Straubing

#### Berlin
- Tierpark Berlin-Friedrichsfelde
- Zoo Berlin

#### Brandenburg
- Tierpark Cottbus
- Zoo Eberswalde

#### Bremen
- Zoo am Meer Bremerhaven

#### Hamburg
- Tierpark Hagenbeck Hamburg

#### Hessen
- Zoo Vivarium Darmstadt
- Zoo Frankfurt
- Opel-Zoo Kronberg

#### Mecklenburg-Vorpommern
- Vogelpark Marlow
- Zoo Rostock
- Zoologischer Garten Schwerin
- Deutsches Meeresmuseum
- Zoo Stralsund
- Tierpark Ueckermünde

#### Niedersachsen
- Erlebniszoo Hannover
- Serengeti-Park Hodenhagen
- Tierpark Nordhorn
- Zoo Osnabrück
- Weltvogelpark Walsrode
- Wingster Waldzoo

#### Nordrhein-Westfalen
- Aachener Tierpark Euregiozoo
- Tierpark und Fossilium Bochum
- Zoo Dortmund
- Zoo Duisburg
- Aquazoo – Löbbecke Museum
- ZOOM Erlebniswelt Gelsenkirchen
- Tierpark Hamm
- Kölner Zoo
- Zoo Krefeld
- Allwetterzoo Münster
- Naturzoo Rheine
- Grüner Zoo Wuppertal

#### Rheinland-Pfalz
- Zoo Landau in der Pfalz
- Zoo Neuwied

#### Saarland
- Zoo Neunkirchen
- Zoo Saarbrücken

#### Sachsen
- Tierpark Chemnitz
- Zoo Dresden
- Naturschutz-Tierpark Görlitz
- Zoo Hoyerswerda
- Zoo Leipzig

#### Sachsen-Anhalt
- Tiergarten Bernburg
- Zoologischer Garten Halle
- Zoologischer Garten Magdeburg

#### Schleswig-Holstein
- Tierpark Neumünster
- Arche Warder

#### Thüringen
- Thüringer Zoopark Erfurt

### Österreich
- Tierwelt Herberstein
- Alpenzoo Innsbruck
- Zoo Linz
- Zoo Salzburg
- Haus des Meeres
- Tiergarten Schönbrunn

### Schweiz
- Zoologischer Garten Basel
- Tierpark Bern
- Natur- und Tierpark Goldau
- Walter Zoo
- Stiftung Papiliorama
- Stiftung Wildnispark Zürich
- Knies Kinderzoo
- Zoo Zürich

### Spanien
- Loro Parque Teneriffa